# Hrabstwo Screven

Piramida wieku hrabstwa

Hrabstwo Screven (ang. Screven County) – hrabstwo w stanie Georgia, w Stanach Zjednoczonych. Jego siedzibą administracyjną jest Sylvania.
Według spisu z 2020 roku, liczy 14 067 mieszkańców, w tym 40% Afroamerykanie. Z gęstością 8,4 os./km² należy do najsłabiej zaludnionych hrabstw Georgii.

## Geografia
Według spisu z 2000 roku obszar całkowity hrabstwa obejmuje powierzchnię 655,59 mil2 (1697,97 km²), z czego  648,44 mil2 (1679,45 km²) stanowią lądy, a 7,14 mil2 (18,49 km²) stanowią wody.

### Miejscowości
- Hiltonia
- Newington
- Oliver
- Rocky Ford
- Sylvania

### Sąsiednie hrabstwa
- Hrabstwo Allendale, Karolina Południowa (północ)
- Hrabstwo Hampton, Karolina Południowa (wschód)
- Hrabstwo Effingham, Georgia (południowy wschód)
- Hrabstwo Bulloch, Georgia (południowy zachód)
- Hrabstwo Jenkins, Georgia (zachód)
- Hrabstwo Burke, Georgia (północny zachód)

## Historia
Hrabstwo zostało inkorporowane 14 grudnia 1793.

## Atrakcje turystyczne
Atrakcje turystyczne hrabstwa:
- Armaty Napoleona
- Stary urząd
- Miasto Jacksonboro
- Miasto Olivier
- Kościół baptystyczny w Little Ogeechee
- Millhaven Plantation
- Plantacja Wade
- Ceglany kościół metodystyczny
- The Georgia Visitors Center
- Młyn Robbins
- Miejsce bitwy Briar Creek
- Jezioro kanionone
- Plaża Carolina
- Georgia Southern University

## Polityka
Hrabstwo jest przeważająco republikańskie, gdzie w wyborach prezydenckich w 2020 roku, 59,1% głosów otrzymał Donald Trump i 40,1% przypadło dla Joe Bidena.